# Rosalie von Rhena
La condesa Rosalie von Rhena (Karlsruhe, 10 de julio de 1845-íb.15 de octubre de 1908) fue una noble alemana conocida por ser la esposa morganática del príncipe Carlos de Baden.

## Biografía
Nació en el seno de la baja nobleza alemana, hija del matrimonio formado por el barón Wilhelm von Beust y su esposa Emilie Meier. Su padre era un oficial del ejército del Gran Ducado de Baden.
Desde 1869 sirvió como dama de la princesa María Maximilianovna de Leuchtenberg, casada desde 1863 con el príncipe Guillermo de Baden.
Sería hacía esa fecha cuando conocería al príncipe Carlos de Baden que se había incorporado al ejército de Baden en 1866, tras servir en el ejército imperial austríaco. Iniciaron una relación que culminaría en la autorización de su matrimonio, de carácter morganático debido a la diferencia de nacimiento entre Rosalie y Carlos, al pertenecer la primera a la pequeña nobleza y el segundo a una casa reinante. Rosalie fue elevada al rango de condesa el 8 de mayo de 1871 por Federico I de Baden, hermano de Carlos. La pareja contraería matrimonio días después, el 17 de mayo de 1871 en el castillo de Bauschlott, que se convertiría en residencia del matrimonio.
Fruto de su matrimonio, tendrían un hijo: Federico (1877-1908), militar y diplomático que murió célibe.
Murió el 15 de octubre de 1908 en Karlsruhe. Fue enterrada en el mausoleo familiar de la casa de Baden, la Capilla Sepulcral de los Grandes Duques de Baden.